# Ашафенбург
Ашафенбург (на немски: Aschaffenburg) е университетски град в регион Долна Франкония в провинция Бавария, Германия с 68 986 жители (преброяване от 31 декември 2015).
Градът се намира на реките Майн и Ашаф и на 41 км югоизточно от Франкфурт на Майн.
Ашафенбург е основан през 5 век от алеманите. През 1605 – 1614 г. тук се построява дворец Йоханисбург, който служел до 1803 г. като втора резиденция на курфюрстовете и архиепископите на Майнц. През 1808 г. се основава университет.

## Известни личности
Родени в Ашафенбург
- Луйо Брентано (1844 – 1931), икономист
- Иво Иличевич (р. 1986), хърватски футболист
- Ернст Лудвиг Кирхнер (1880 – 1938), художник
- Едмунд Хофмайстер (1893 – 1951), генерал

Починали в Ашафенбург
- Клеменс Брентано (1778 – 1842), писател